# Slättåkra
Slättåkra är en småort i Halmstads kommun och kyrkby i Slättåkra socken, belägen väster om  Nissan i Suseåns dalgång.
Slättåkra kyrka är en romansk stenkyrka som uppfördes under perioden 1100-1349. På kyrkogården finns en minnessten från 1926, rest över ett antal patienter som avlidit i tuberkulos på det närbelägna Spenshults sanatorium, numera Spenshults sjukhus.